# Humberto Mariles Cortés
Humberto Mariles Cortés, né le 13 juin 1913 à Parral (Mexique) et mort le 6 décembre 1972 à Paris 14e (France), est un cavalier mexicain de saut d'obstacles et de concours complet, ayant remporté trois médailles aux Jeux olympiques.

## Biographie
Humberto Mariles Cortés participe aux épreuves d'équitation aux Jeux olympiques d'été de 1948 à Londres et remporte la médaille d'or en saut d'bstacles individuel ainsi qu'avec l'équipe mexicaine de saut d'obstacles, avec le cheval Arete. Mariles Cortés tente un geste osé lors de la finale du saut d'obstacles, permettant à son cheval de sauter dans l'eau (ce qui entraîne des points de pénalité) pour être en bon équilibre pour passer l'obstacle suivant, un large mur. Cette stratégie permet à Arete d'être le seul cheval à passer l'obstacle parfaitement. Il obtient aussi une médaille de bronze avec l'équipe mexicaine de concours complet.
En 1964, Mariles Cortés, agressif au volant, tue par arme à feu un conducteur,  et est condamné à 25 ans de prison. Il est libéré au bout de 5 ans, avant d'être arrêté à Paris en 1972 pour trafic de drogue. Il est retrouvé mort dans sa cellule la même année à l'âge de 59 ans, sans qu'il ne soit clair qu'il s'agisse d'un meurtre ou d'un suicide.